# Devarodes subtincta
Devarodes subtincta är en fjärilsart som beskrevs av W. Warren 1904. Devarodes subtincta ingår i släktet Devarodes och familjen mätare. Inga underarter finns listade i Catalogue of Life.